# Artur Kapp
Artur Kapp (28. února 1878 Suure-Jaani – 14. ledna 1952 Suure-Jaani) byl estonský hudební skladatel.
Byl synem Joosepa Kappa, který byl také klasicky vyškoleným hudebníkem. Nejprve studoval varhany na petrohradské konzervatoři. Poté tam studoval i kompozici, a to u Nikolaje Rimského-Korsakova. Absolvoval v roce 1900. Od roku 1904 do roku 1920 pracoval jako hudební ředitel v divadle v Astrachani. Poté se vrátil do Estonska a stal se profesorem na konzervatoři v Tallinnu. Mezi jeho studenty byl i Evald Aav. Skladateli se stali také Kappův syn Eugen (1908–1996) a synovec Villem (1913–1964). Po sovětské invazi do Estonska na začátku druhé světové války byl Kapp donucen rezignovat na svou pozici a odešel do rodného Suure-Jaani. Zemřel tam v roce 1952 ve věku 73 let.
Mezi nejuznávanější Kappova díla patří předehra Don Carlos z roku 1899 a kantáta Paradiis ja Peri z roku 1900. Obě tato díla široce využívají varhany. Ceněna jsou také oratoria Hiiob a Metsateel. Dále napsal pět symfonií, pět koncertů a čtyři orchestrální suity.
V roce 1998 byl v Suure-Jaani založen každoroční festival Hudební dny, který oslavuje hudební dědictví Artura Kappa i jeho rodiny, stejně jako skladatele Marta Saara (1882–1963), který také pocházel z této oblasti.